# مصر پیش از تاریخ

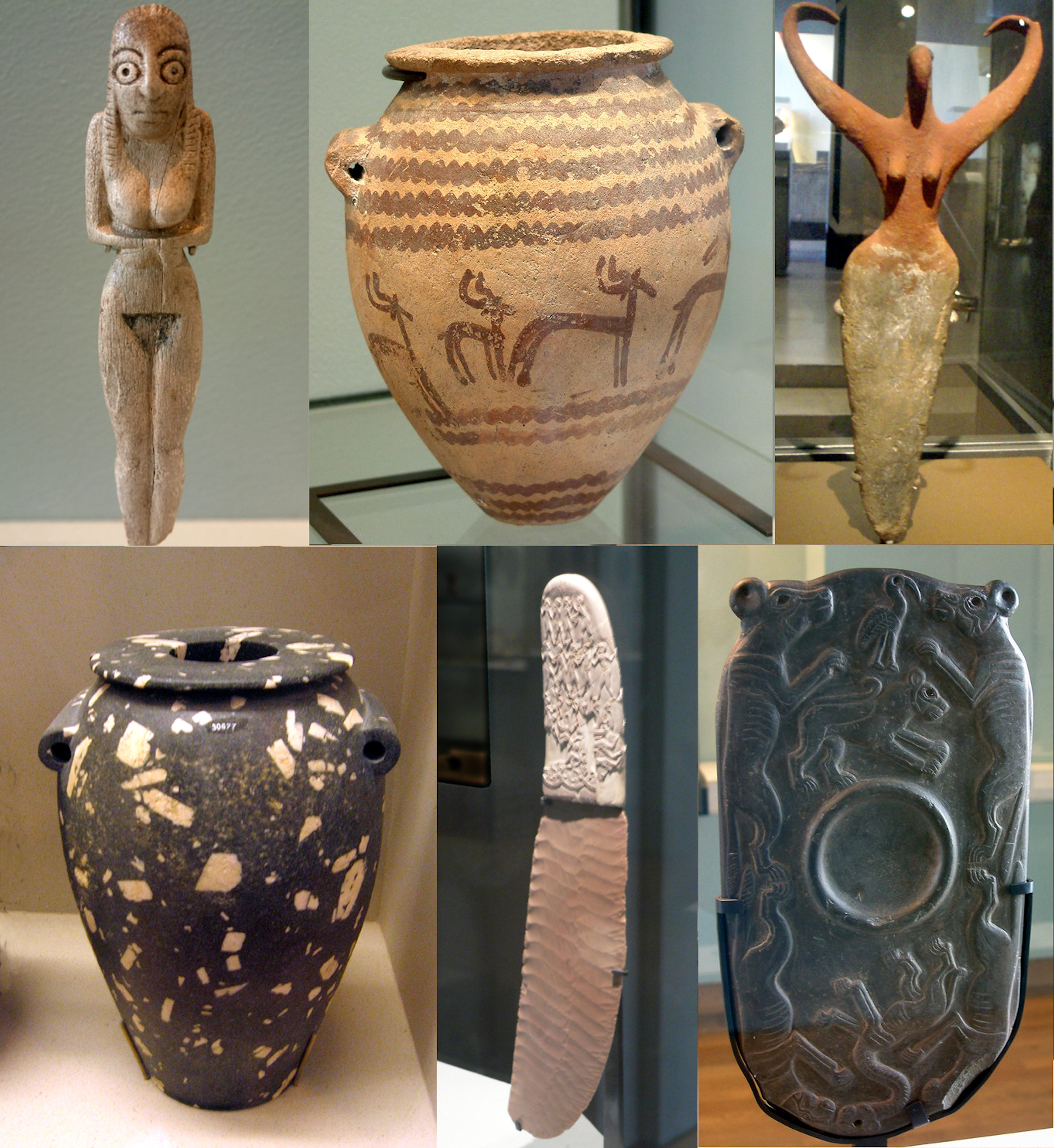
اشیاء مربوط به مصر از دوره پیشاتاریخی، بین سال‌های ۴۴۰۰ تا ۳۱۰۰ قبل از میلاد. **ردیف اول از بالا سمت چپ:** - یک مجسمه عاجی بداریان - یک کوزه نقاده - یک مجسمه بات **ردیف دوم:** - یک گلدان دیوریت - یک چاقوی سنگ چخماق - یک پالت آرایشی

مصر پیشاتاریخی (۳۰۰٬۰۰۰ تا ۳٬۱۰۰ پیش از میلاد) و مصر پیش از سلسله‌ها دوره‌ای است که از نخستین سکونتگاه‌های انسانی آغاز می‌شود و با پایان یافتن نخستین سلسله مصر در حدود ۳۱۰۰ سال قبل از میلاد به پایان می‌رسد.
در پایان دوره پیشاتاریخی، «مصر پیش از سلسله‌ها» به طور سنتی به عنوان دوره‌ای تعریف می‌شود که از بخش پایانی دوره نوسنگی آغاز می‌شود (حدود ۶۲۱۰ سال قبل از میلاد) و تا پایان دوره نقاده III (حدود ۳۰۰۰ سال قبل از میلاد) ادامه می‌یابد. تاریخ‌های مربوط به دوره پیش از سلسله‌ها پیش از آنکه کاوش‌های گسترده باستان‌شناسی در مصر انجام شود، تعیین شده‌اند و یافته‌های اخیر که نشان‌دهنده توسعه تدریجی و بسیار آهسته این دوره هستند، منجر به اختلاف نظر درباره زمان دقیق پایان دوره پیش از سلسله‌ها شده‌اند. بنابراین، اصطلاحات مختلفی مانند «دوره پیش‌سلسله‌ای»، «سلسله صفر» یا «سلسله ۰» برای نام‌گذاری بخشی از این دوره استفاده می‌شوند که ممکن است توسط برخی به عنوان دوره پیش از سلسله‌ها و توسط دیگران به عنوان دوره آغازین سلسله‌ها شناخته شود.
دوره پیش از سلسله‌ها به طور کلی به دوره‌های فرهنگی تقسیم می‌شود که هر کدام به نام مکانی نام‌گذاری شده‌اند که در آن نوع خاصی از سکونتگاه مصری برای اولین بار کشف شده است. با این حال، همان روند تدریجی توسعه که مشخصه دوره پیش‌سلسله‌ای است، در کل دوره پیش از سلسله‌ها نیز وجود دارد و «فرهنگ‌های» فردی نباید به عنوان موجودیت‌های جداگانه تفسیر شوند، بلکه بیشتر به عنوان تقسیم‌بندی‌های تا حد زیادی ذهنی در نظر گرفته می‌شوند که برای تسهیل مطالعه کل این دوره استفاده می‌شوند.
اکثریت قریب به اتفاق یافته‌های باستان‌شناسی مربوط به دوره پیش از سلسله‌ها در مصر علیا بوده‌اند، زیرا رسوبات رود نیل در منطقه دلتا به شدت بیشتر بوده و بیشتر سایت‌های دلتا را مدتها قبل از دوران مدرن به طور کامل دفن کرده‌اند.